# 페르디난트 구축전차

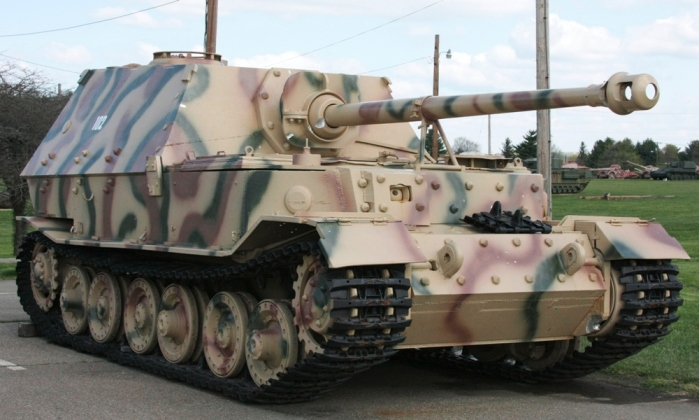
미국의 박물관에 전시되어있는 엘레판트.

엘레판트 중구축전차는 나치 독일의 중구축전차이다. 처음 디자인되었을때는 디자이너 페르디난트 포르셰 박사의 이름을 따서 페르디난트라고 불렸으나, 쿠르스크 전차전 이후 히틀러의 명령 하에 살아남은 차량들을 개조하여 엘레판트로 다시 이름붙였다. 정식 명칭은 판저예거 티거 (P)였으며 제식명은 Sd.Kfz. 184이다.

## 개발
포르쉐 사(社)는 실패작인 포르쉐 티거{ Vk 45.01 (P)}의 차체를 100대 정도 만들어놓은 상태였다. 그런데 포르쉐 티거가 실패작이 되어버리자 이 차체는 새로운 중구축전차에 쓰이기로 결정되었다. 그렇게 하여 포르쉐 티거의 차체 위에 구조물을 만들고, 거기에 크룹 사(社)가 개발한 새로운 대전차포인 PaK 43 L/71을 얹은 페르디난트가 탄생하게 되었다. 91대의 포르쉐티거 차체가 페르디난트로 개조되었다.
1944년, 쿠르스크 전차전에서 살아남은 페르디난트들은 엘레판트로의 개조를 명령받았다. 개조는 전방에 MG34기관총 마운트를 신설하고, 전면장갑을 강화하고(220mm), 트랙이 넓혀지고, 치메리트 코팅이 추가되었으며, 전차장 큐폴라가 추가되었다. 이 개조는 중량을 8톤 늘려 원래 65톤이던 중량을 73톤으로 늘려놨다

## 주포
페르디난트의 주포는 8.8cm Pak 43 71구경장(야크트판터와 티거 2 전차의 주포)으로써 APCR탄을 사용시 2km 밖에서 153mm의 관통력을 냈다. 이는 그당시 소련의 주력전차 T-34의 전면장갑을 한번에 뚫어버릴수 있는 관통력이였다. 1km에서는 약 180mm까지 올라가는 IS-2의 전면장갑을 뚫을 수 있었다.
차후엔 rhm.pak44 重대전차포(128mm) 대전차포 탑재 예정이었으나 종전되었다.
(그리고 교환비는 티거 전차가 5:1 이었던 것에 비하여 10:1이라는 놀라운 교환비를 보이기도 했다!)